# Дело Петера Бергмана
Петер Бергман (нем. Peter Bergmann) — псевдоним не идентифицированного до настоящего времени человека, тело которого нашли в деревне Россес-Пойнт (графство Слайго, Республика Ирландия) 16 июня 2009 года. С 12 по 16 июня 2009 года этот человек, пользуясь фальшивым именем и фамилией, посетил город Слайго на северо-западе Ирландии и под этим именем заселился в гостиницу «Sligo City Hotel», где пробыл значительную часть времени. Согласно свидетельствам сотрудников гостиницы и проживавших там лиц, он говорил с сильным австрийским акцентом. Он очень редко контактировал с другими людьми, поэтому мало известно о его происхождении и причинах прибытия в Слайго. Настоящая личность мужчины не установлена до сегодняшнего дня, так как он приложил усилия к тому, чтобы не быть идентифицированным. С собой у него не было ни паспорта, ни других документов. Все этикетки на личных вещах были срезаны.
Несмотря на пятимесячное расследование смерти этого человека, полиция не смогла установить его личность и продвинуться хоть насколько-нибудь далеко в деле. Это загадочное происшествие часто сравнивается прессой с делом «Тамам Шуд», когда тело человека, чья личность не была установлена, обнаружили в Австралии в 1948 году. Однако в отличие от дела «Тамам Шуд», личность «Петера Бергмана» не имела никакого уголовного или зловещего подтекста. Дело до сих пор остаётся неизвестным широкой публике, а информация о нём не вышла за пределы Ирландии. Только в последующие годы внимание общественности стало переключаться на эту личность: в 2013 году был снят и выпущен документальный фильм «Последние дни Петера Бергмана» (англ. The Last Days of Peter Bergmann), который был показан на кинофестивале в Сандэнсе в 2014 году и стал популярным в различных соцсетях наподобие Reddit, пользователи которых стали разрабатывать версии случившегося.

## Внешность
Покойный был стройного телосложения, имел короткие седые волосы, голубые глаза, загорелое лицо. На вид ему было от 55 — 65 лет, рост около 179 см. Согласно показаниям свидетелей, разговаривал с немецким акцентом и внешне был похож на немца. Его лицо было выбрито, волосы — чистые и ухоженные.
Человек был одет в чёрную кожаную куртку, синие брюки (50-й размер), чёрный ремень, синие носки и чёрные туфли (44-й размер). Одежда была марки C&A, популярной в Европе (распространена в магазинах Германии и Австрии). Согласно антропометрическим данным, этот человек, предположительно, был профессиональным рабочим (синим воротничком), но при этом очень много курил: это фиксировали камеры видеонаблюдения несколько раз.

## Хронология событий
- В пятницу 12 июня 2009 года неизвестный был впервые замечен на автостанции системы Ulsterbus[англ.] в Лондондерри между 14:30 и 16:00 местного времени. Он сел на автобус до Слайго, при нём были чёрная наплечная сумка и стандартная сумка для багажа. В 18:28 он прибыл на автовокзал Слайго и затем на такси добрался до гостиницы «Sligo City Hotel», где заплатил 65 евро за номер наличными. На регистрации он представился как Петер Бергман и указал в качестве адреса проживания «Айнштеттерсн, дом 15» (нем. Ainstettersn 15) в Вене; такого адреса не существует, хотя он и похож на настоящий, — австрийская полиция впоследствии заявила о том, что человек с такими приметами неизвестен ни в Вене, ни в городке с похожим названием Амштеттен[5].
- В субботу 13 июня этого человека видели в 10:49 направляющимся к городскому почтамту, где он приобрел восемь марок по 82 цента и наклейки для авиапочты[3]. Предполагалось, что он писал последние письма своим близким или отправлял личные вещи так, чтобы их никто не перехватил.
- В воскресенье 14 июня этот человек между 11:00 и 11:30 уехал из гостиницы на такси и попросил водителя, чтобы тот довёз его до тихого красивого пляжа, где можно было поплавать. Таксист посоветовал в качестве лучшего места пляж Россес-Пойнт и довёз неизвестного. «Петер Бергман» вернулся на том же такси, выйдя из машины на автовокзале в Слайго.
- В понедельник 15 июня незнакомец сдал ключ от номера отеля в 13:06 и вышел со своей чёрной наплечной сумкой, фиолетовым полиэтиленовым пакетом и ещё одной чёрной сумкой для багажа. Багажная сумка, с которой он прибыл в Слайго, отсутствовала. Он отправился на автовокзал через Куэй-стрит, Уайн-стрит и остановился в торговом центре Куэйсайд, зайдя туда ненадолго. В 13:16 он вышел из торгового центра и отправился по Уайн-стрит в сторону автопарка, неся с собой все три сумки. В 13:38 он заказал капучино и сэндвич с ветчиной и сыром. Во время этого обеда он достал несколько бумажек, которые держал в своём кармане. Прочитав эти бумаги, он разорвал их надвое и выбросил в ближайшую мусорную корзину, после чего сел на автобус, который отправлялся в 14:20 в Россес-Пойнт. Сообщается, что его видели 16 человек, гулявшие по пляжу и коротко его поприветствовавшие[1].
- Во вторник 16 июня в 6:45 утра Артур Кинселла и его сын Брайан, который проводил тренировку по триатлону, обнаружили обнажённый труп Петера Бергмана. В 8:10 доктор Валери Макгоуэн официально признала найденного умершим. Полиция Ирландии расследовала дело в течение пяти месяцев[1], после чего умершего похоронили на кладбище Слайго. На похоронах присутствовало четыре сотрудника полиции.

## Аутопсия
Обнажённое тело мужчины было найдено на пляже Россес-Пойнт. Вся его одежда была разбросана вдоль берега, не было ни кошелька, ни денег, ни удостоверения личности, ни других документов, которые бы помогли его идентифицировать. Согласно заключению судебно-медицинских экспертов из Слайго, смерть неизвестного наступила не в результате утопления, но так же не было доказательств насильственной смерти. Зубы человека были в хорошем состоянии, но при этом были обнаружены следы постоянного стоматологического лечения. У покойного были обнаружены несколько зубных коронок, каналов, зубной мост, а также золотой зуб в правой части верхней челюсти и небольшое серебряное наполнение на зубе в левой части нижней челюсти.
Несмотря на ухоженный внешний вид человека, его общее состояние было достаточно плохим. Посмертное заключение судебно-медицинских экспертов также содержало информацию о прогрессирующем раке простаты и опухолях костей. Были обнаружены следы сердечных приступов, также у покойного недоставало одной почки. Согласно заключению токсикологической экспертизы, в организме мужчины не было следов медицинских препаратов, хотя эксперты полагали, что покойный, переживший несколько сердечных приступов, срочно нуждался в медикаментозном лечении или хотя бы в препаратах, облегчивших бы его мучения (отпускаемых по рецепту или имеющихся в свободной продаже).

## Фиолетовый полиэтиленовый пакет
За время пребывания в гостинице незнакомец несколько раз попадал на камеры видеонаблюдения: на записях было видно, что он выходил несколько раз с фиолетовым полиэтиленовым пакетом, который был заполнен какими-то вещами (возможно, личными). Но по возвращении в отель он приходил без пакета. Рассматривается версия, что он разбрасывал свои вещи по городу, затем прятал пакет в карман и возвращался в номер. Полиция не смогла выяснить, что он выбрасывал в мусорные баки, поскольку это не попадало на камеры наблюдения (мужчина пользовался так называемыми слепыми пятнами). Все действия мужчины были продуманы и методичны, как будто он знал, как избежать идентификации.

## Дальнейшие события
В 2015 году французская газета Le Monde сообщила, что они связывались с австрийской полицией по поводу дела Петера Бергмана. Австрийская полиция сообщила, что с ними ирландская полиция не связывалась. Более того, Le Monde сообщила, что данные об этом человеке отсутствуют в архивах Интерпола как данные о разыскиваемом или пропавшем без вести человеке, а его может объявить пропавшим без вести только страна, гражданином которой он являлся.

## В художественной литературе
Художественная версия событий описана в романе Линды Сауле «Водомерка».